# 博爾庫夫

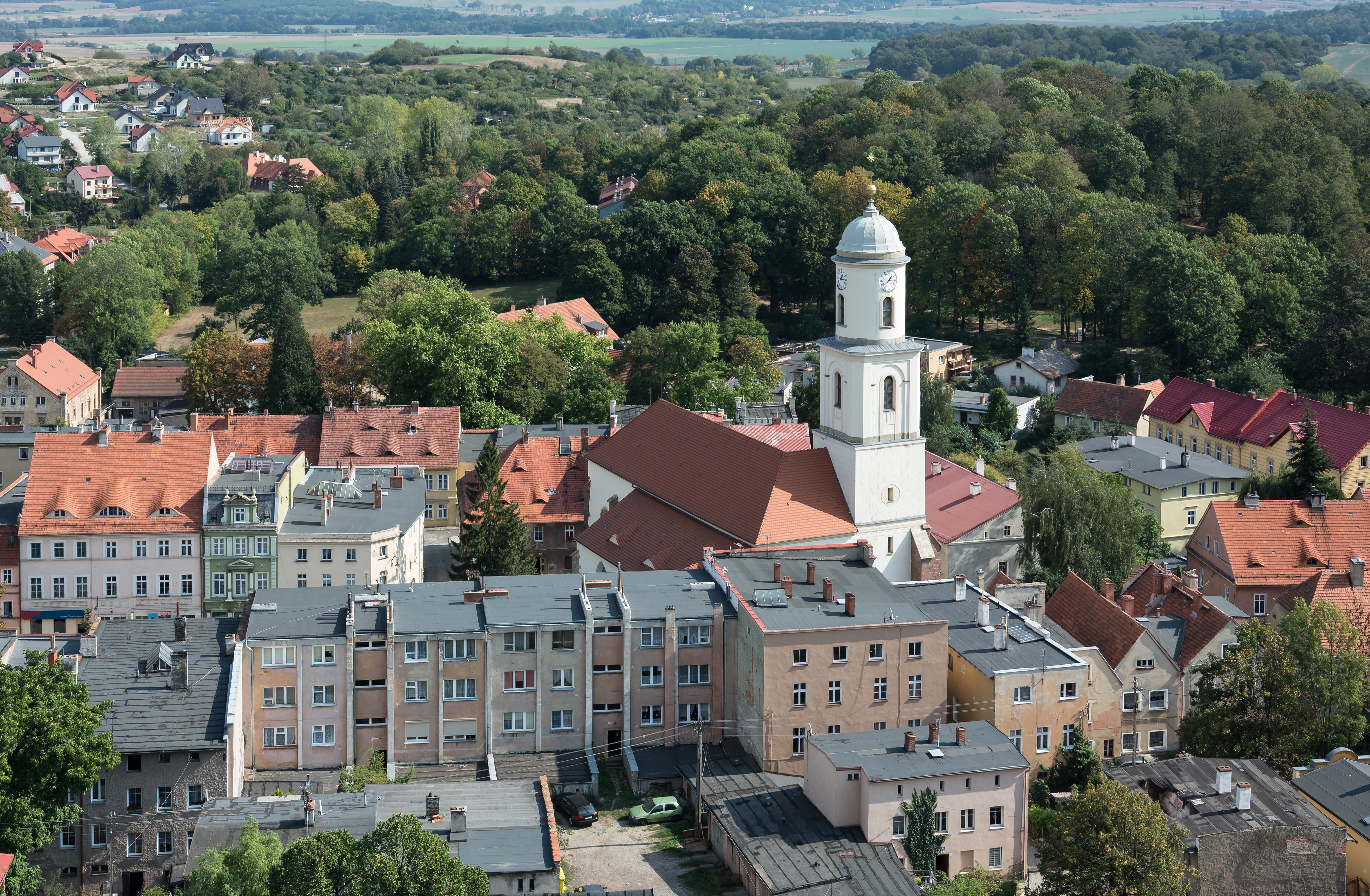

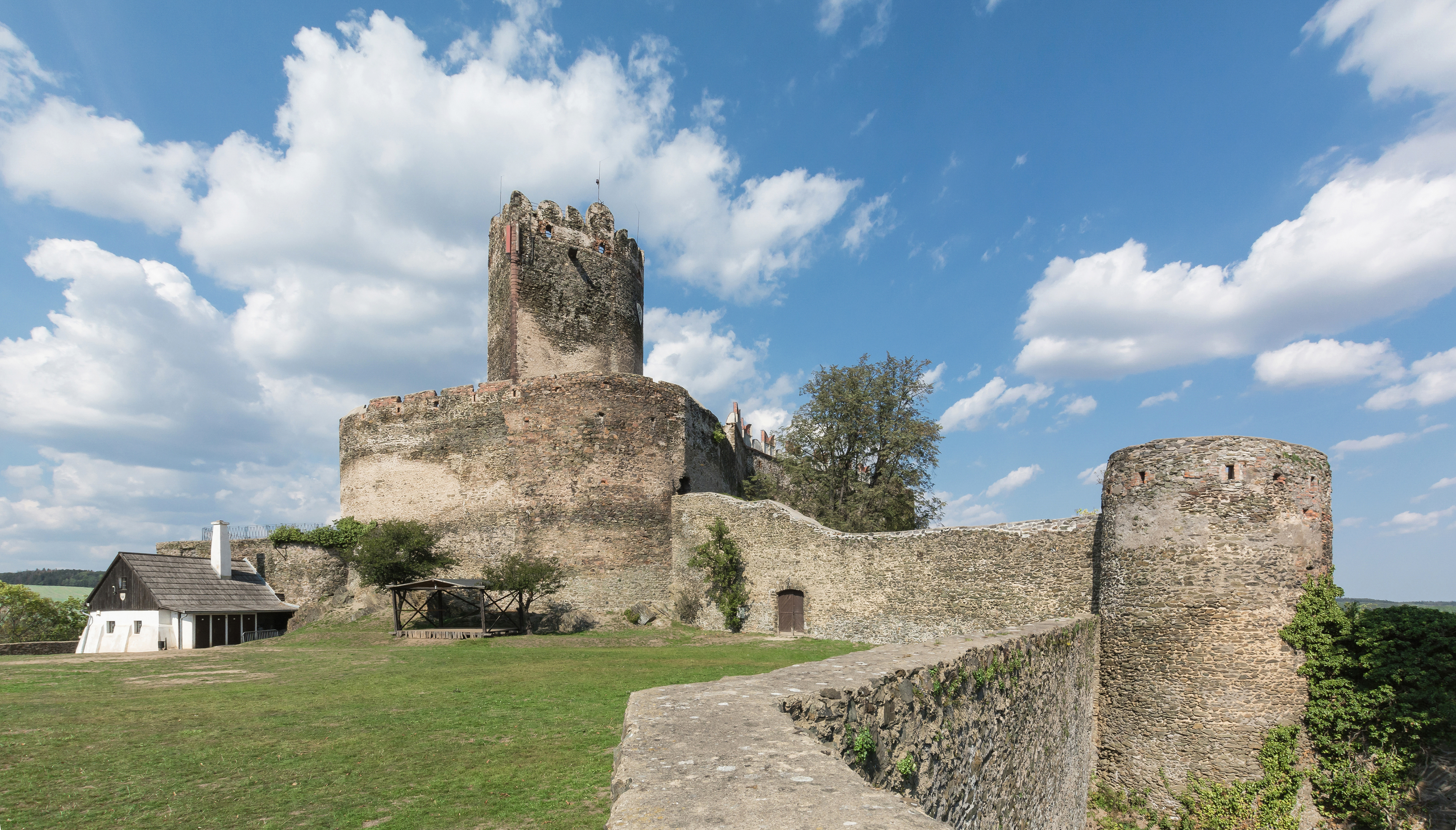

博爾庫夫（波蘭語：Bolków，波蘭語發音：[ˈbɔlkuf]，博尔肯海恩）是波蘭下西里西亞省的城鎮，位於該國西南部，距離首府弗罗茨瓦夫70公里，面積7.68平方公里，海拔高度380米，2010年人口5,301。

## 外部連結
- Official town webpage（页面存档备份，存于）

50°56′N 16°06′E / 50.933°N 16.100°E